# Zespół Szkół Gastronomicznych nr 2 w Krakowie
Zespół Szkół Gastronomicznych nr 2 im. prof. Odona Bujwida – zespół szkół o profilu gastronomicznym w Krakowie, składający się z technikum, dwóch zasadniczych szkół zawodowych (I i II stopnia) oraz liceum dla dorosłych.

## Historia
Zespół Szkół Gastronomicznych jest najstarszą szkołą gastronomiczną w Krakowie. Rozpoczął działalność w 1910 roku, kiedy powstała Miejska Szkoła Gotowania i Gospodarstwa Domowego (Miejskie Seminarium Gospodarcze).
Podczas II wojny światowej w szkole uczono zawodu i prowadzono tajne nauczanie. Po odzyskaniu niepodległości szkoła przeniosła się do budynku Konwentu OO. Dominikanów przy ulicy Siennej 11/13.
Zespół Szkół Gastronomicznych nr 2 powołano w 1973 roku. W 1988 roku, w 75. rocznicę istnienia szkoły nadano jej imię profesora Odona Bujwida. W 1992 roku szkoła zmieniła siedzibę i przeniosła się pod adres Zamoyskiego 6.

## Ciasteczka wyśmienite
„Ciasteczka wyśmienite” zostały wpisane 29 października 2008 na polską Listę produktów tradycyjnych w kategorii „Wyroby piekarnicze i cukiernicze (woj. małopolskie)”. Są to okrągłe ciasteczka ze śmietankowo-kremową warstwą lukru, z widoczną liniową warstwą marmolady owocowej. Smak mają delikatny, słodki, maślany – typowy dla tego typu wyrobów, z kwaskowym posmakiem marmolady. Recepturę ciasteczek wyśmienitych opracowali nauczyciele pracujący w szkole w latach wojennych i powojennych. Zapisy w zachowanych dziennikach lekcyjnych z roku szkolnego 1960/61 są pisemnym potwierdzeniem długoletniej tradycji produkcji ciasteczek wyśmienitych.